# قسم دشتي إسماعيل خاني الريفي (مقاطعة دشتستان)
قسم دشتي إسماعيل خاني الريفي (بالفارسية: دهستان دشتی اسماعیل‌خانی) هي قسم تقع في إيران في ناحية آب. يقدر عدد سكانها بـ 1,354 نسمة .